# اچ‌ام‌اس اورفورد (۱۶۹۸)

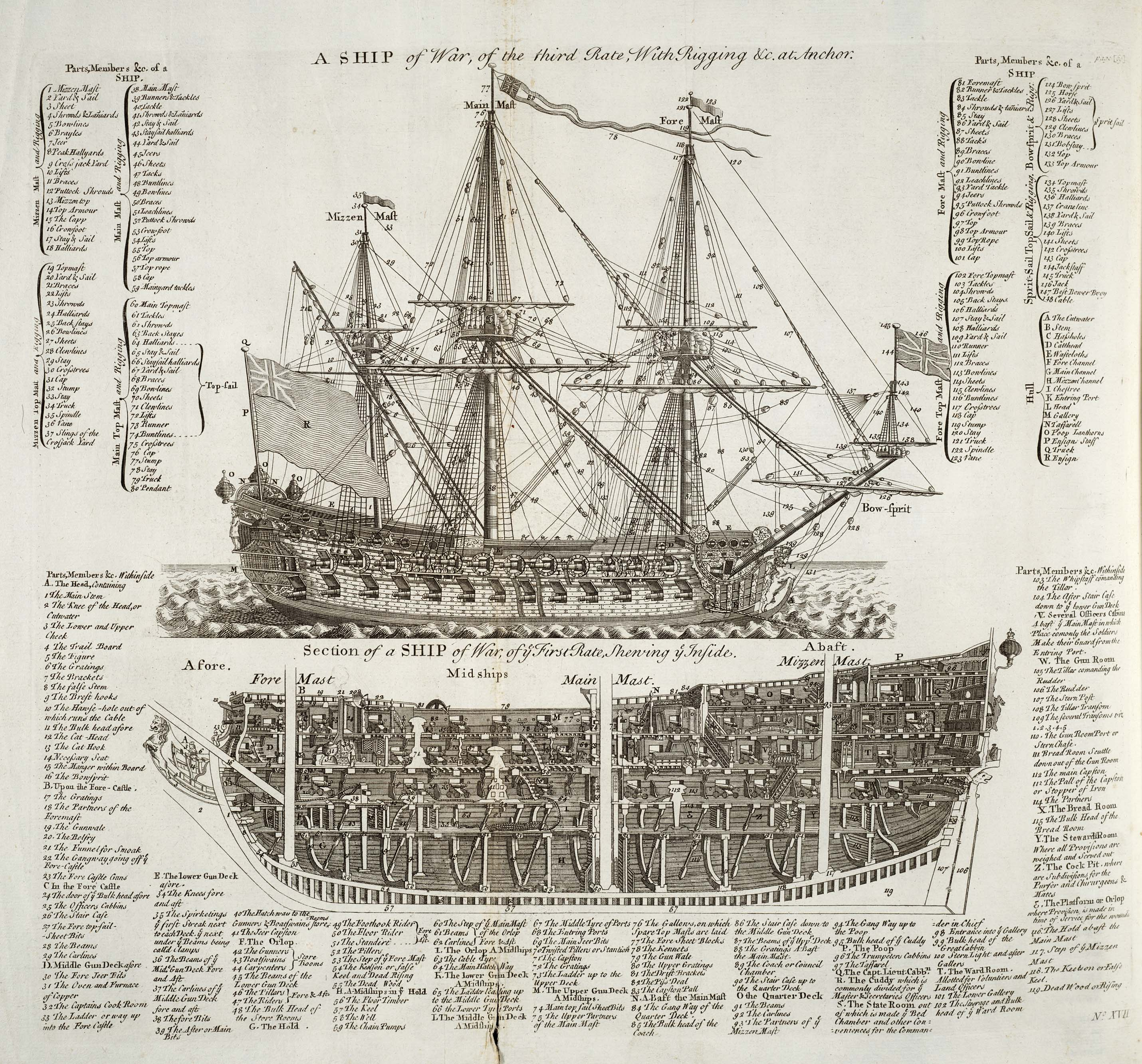
اچ‌ام‌اس اورفورد (۱۶۹۸)

اچ‌ام‌اس اورفورد (۱۶۹۸) (به انگلیسی: HMS Orford (1698)) یک کشتی بود.